# Wartburgkirche (Frankfurt am Main)
Die evangelische Wartburgkirche im Frankfurter Stadtteil Nordend entstand in den Jahren 1959 bis 1962 nach Plänen des Architekten Werner W. Neumann und ist nach der Eisenacher Wartburg benannt.

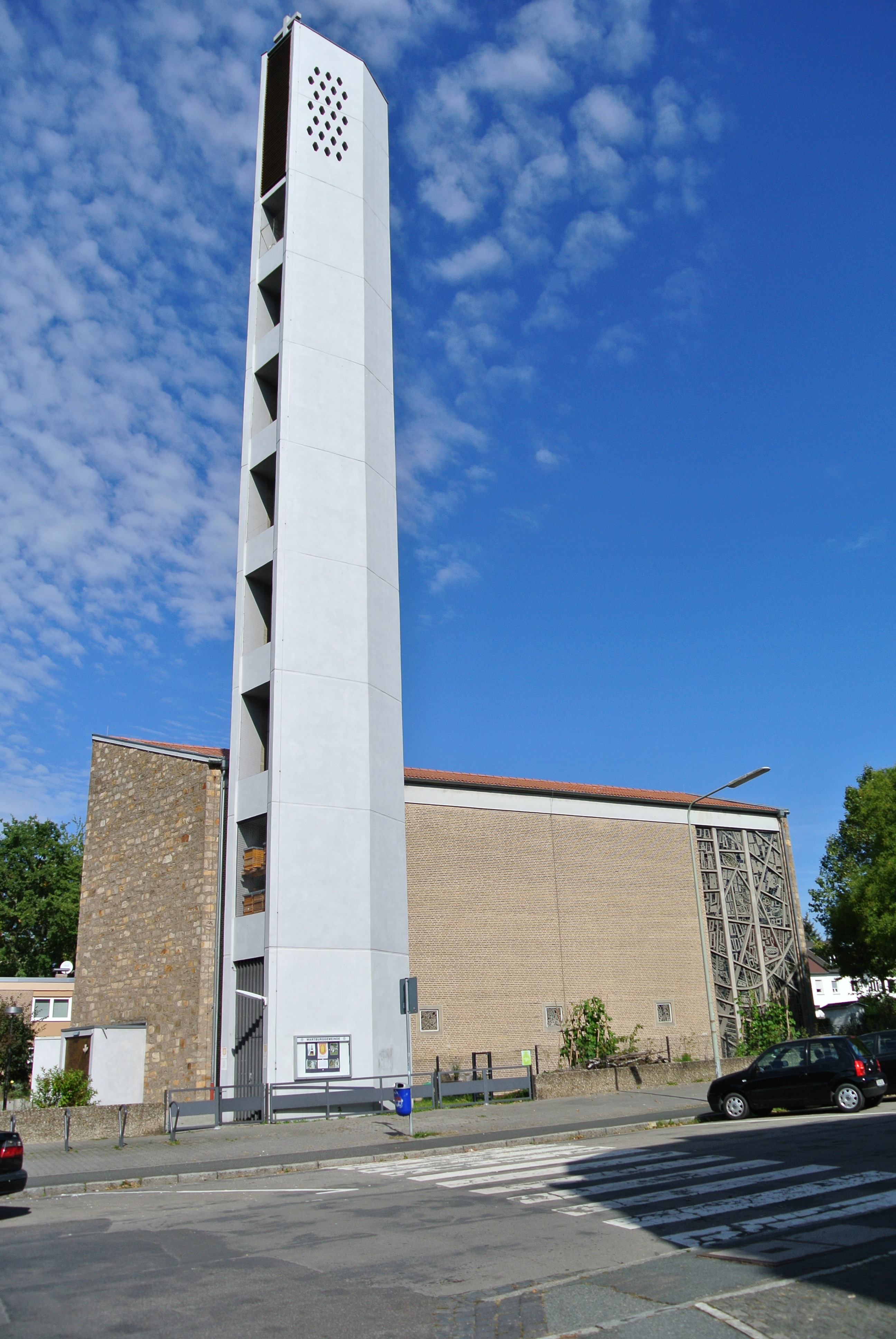
Wartburgkirche von Süden

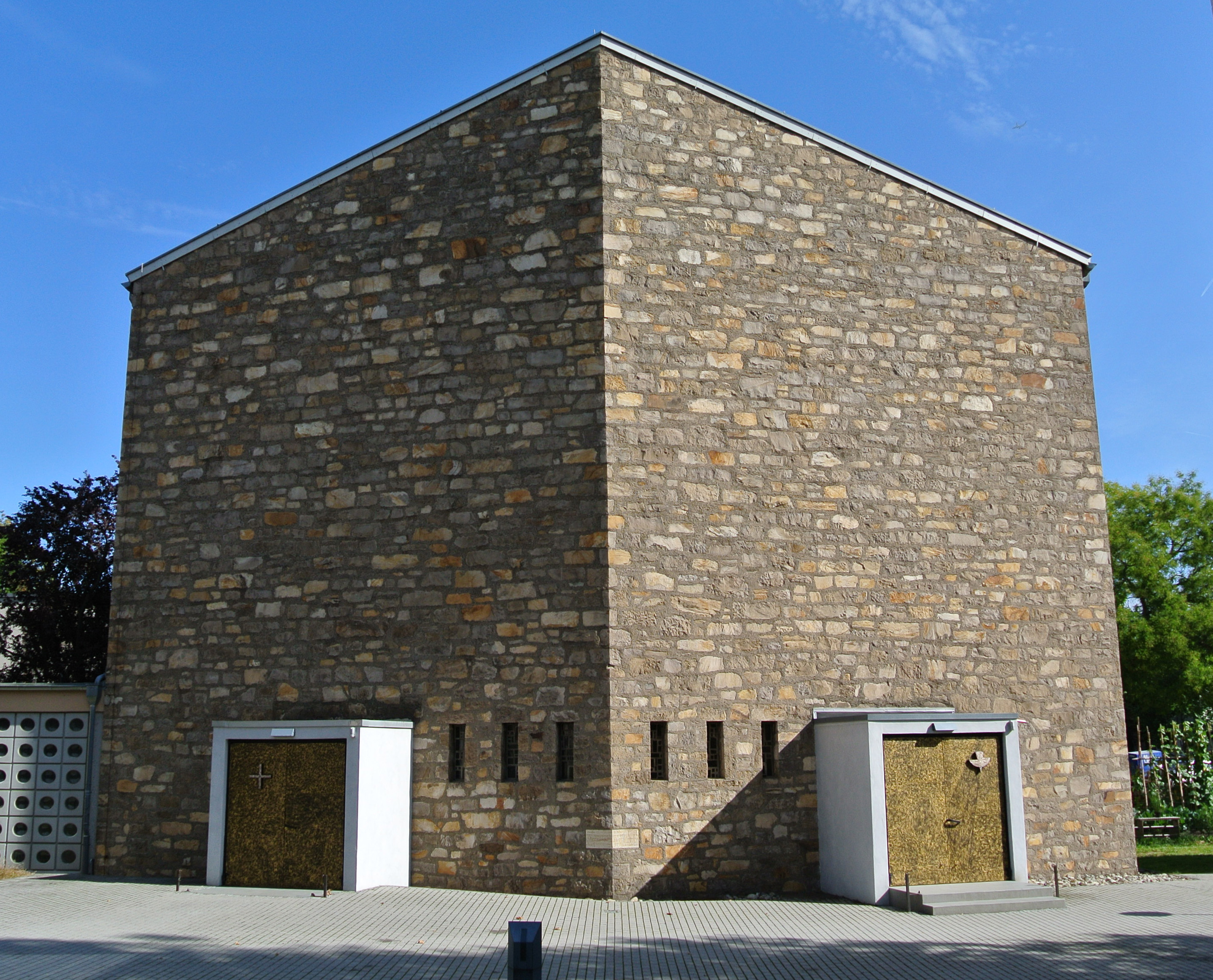
Wartburgkirche von Westen

## Lage
Die Kirche liegt am östlichen Rand des Nordends auf leicht erhöhtem Gelände in einem Wohngebiet an der Hartmann-Ibach-Straße Ecke Hallgartenstraße. Sie wird durch ein Gemeindehaus aus dem Jahr 2004 und eine Kindertagesstätte aus dem Jahr 2012 ergänzt.

## Architektur
In einem 1958 durchgeführten Architektenwettbewerb wurde Neumanns Entwurf von einer Jury unter Vorsitz von Otto Bartning mit dem ersten Preis ausgezeichnet und anschließend ausgeführt.
Die Architektur ist durch einen schlichten, im Grundriss sechseckigen Baukörper mit Satteldach nebst freistehendem Glockenturm gekennzeichnet. Eingangs- und Chorwand sind in der Mitte geknickt. Die mittels Stahlbeton-Rahmen konstruierte Saalkirche ist etwa vierunddreißig Meter lang, neunzehn Meter breit und zwölf Meter hoch. Die Seitenwände bestehen aus Ziegelmauerwerk und die geknickten Giebelwände aus grob behauenen Kalksteinen.
Glasflächen gliedern die Wände und lassen im Innern einen lichtdurchfluteten Raum entstehen. Die Kirchenfenster wurden vom Stuttgarter Glasmaler Christian Oehler entworfen. Ein Lichtband aus Milchglasquadern führt an der Nordwand zu Altar und Taufkapelle. In der Südwand sind vier Buntglasfenster mit Christusdarstellungen. Der Boden besteht aus Ziegeln, und die Decke ist mit Holz verkleidet.
Werner Neumann charakterisiert seinen Gebäudeentwurf: „Mit einfachen, großen Bauelementen soll eine Eindringlichkeit und Klarheit erreicht werden, die allen dekorativen, flüchtigen Effekten abhold ist.“
Die Kirche wurde am 18. Februar 1962 eingeweiht. Sie ist ein Kulturdenkmal aufgrund des Hessischen Denkmalschutzgesetzes.

## Ausstattung
Der Bildhauer Jürgen Weber schuf Altar, Kanzel und Taufstein aus Muschelkalkstein sowie das Bronzekreuz über dem Altar, die Leuchter und das Relief an der Chororgelbrüstung. Die Holzbestuhlung stammt von Egon Eiermann und bietet fünfhundert Personen Platz. Hans Wissel stellte die beiden Portale aus Eisenplatten in der Eingangswand her. Die Orgel von Werner Bosch Orgelbau hat 26 Register, zwei Manuale und Pedal. Im vierzig Meter hohen Turm hängen sieben Bronzeglocken der Gießerei Rincker.

## Gemeinde
Die evangelisch-lutherische Wartburg-Gemeinde entstand im Jahr 1955 durch Ausgründung aus der Bornheimer Johannisgemeinde.
Direkt neben der Wartburgkirche steht das 2004 Fertiggestellte Gemeindehaus. 